# Marquard Schutte
Marquard Schutte (bl. 1405–1417 in Lübeck) war Ratsherr der Hansestadt Lübeck.

## Leben
Der Kaufmann Marquard Schutte war Mitglied der Lübecker Schonenfahrer und 1410 deren Ältermann. Im Zuge der bürgerlichen Unruhen zu Beginn des 15. Jahrhunderts wurde er Mitglied des Bürgerausschusses der 60er und war bereits 1406 einer der aufbegehrenden Wortführer gegen den Lübecker Rat. Im Jahr der Vertreibung des Alten Rates 1408 wurde er in das Finanzkomitee der Bürger gewählt. 1409 vertrat er den Neuen Rat im Prozess mit dem Alten Rat vor dem Reichshofgericht in Heidelberg. 1413 wurde er zum Ratsherrn des Neuen Rates gewählt, dem er bis zur Rückkehr des Alten Rates 1416 angehörte. Im Vorfeld der Rückkehr führte er im Mai 1416 für den Neuen Rat die Verhandlungen um eine Verständigung zwischen den Ratsparteien. Ebenfalls 1416 reiste er zu König Erik VII. von Dänemark, um sich vor diesem zu rechtfertigen. Erik VII. inhaftierte ihn zunächst. Im Jahr 1417 reiste er dann mit Johann Growe und Hinrich Schönenberg zu König Sigismund, um vor ihm Abbitte bei Meidung weitergehender Bestrafung zu leisten. In Testamenten Lübecker Bürger wird er zwischen 1405 und 1417 mehrfach als Vormund aufgeführt.
Schutte war 1411/1412 bürgerlicher Vorsteher und ab 1413 als Ratsherr Vorsteher der Petrikirche. Er wohnte zunächst in der Fischstraße 34, dann in der Königstraße 75.